# بلویدر (نیوجرسی)
بلویدر (به انگلیسی: Belvidere) شهری در ایالت نیوجرسی کشور ایالات متحده آمریکا است که جمعیت آن در سرشماری سال ۲۰۱۰ میلادی، ۲٬۶۸۱ نفر بوده‌است.